# St. Oswald (Justingen)

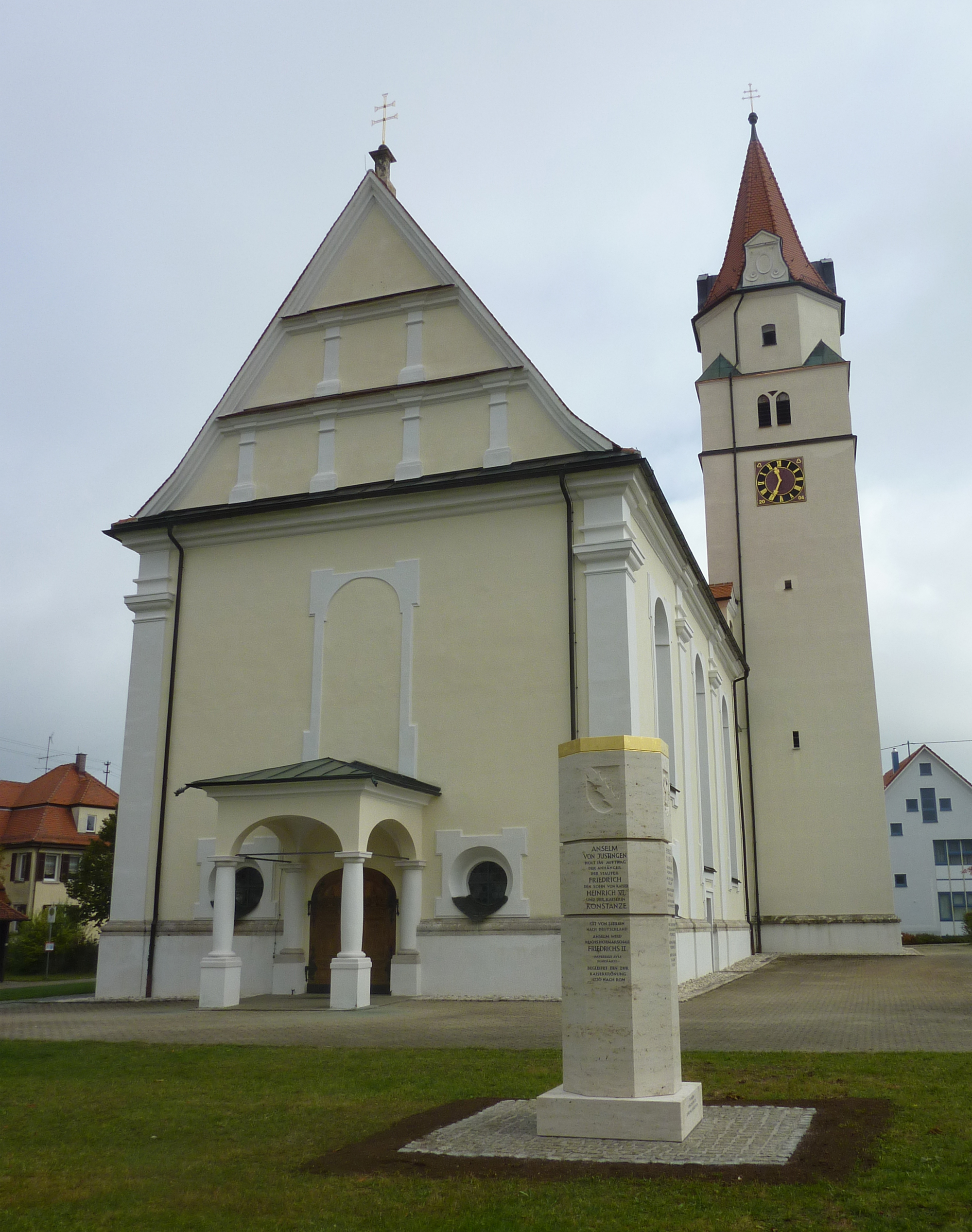
St. Oswald in Justingen

Die römisch-katholische Pfarrkirche St. Oswald steht in Justingen, einem Gemeindeteil der Stadt Schelklingen im Alb-Donau-Kreis von Baden-Württemberg. Die Kirchengemeinde gehört zur Diözese Rottenburg-Stuttgart. Das Bauwerk ist beim Landesamt für Denkmalpflege Baden-Württemberg als Baudenkmal eingetragen.

## Beschreibung

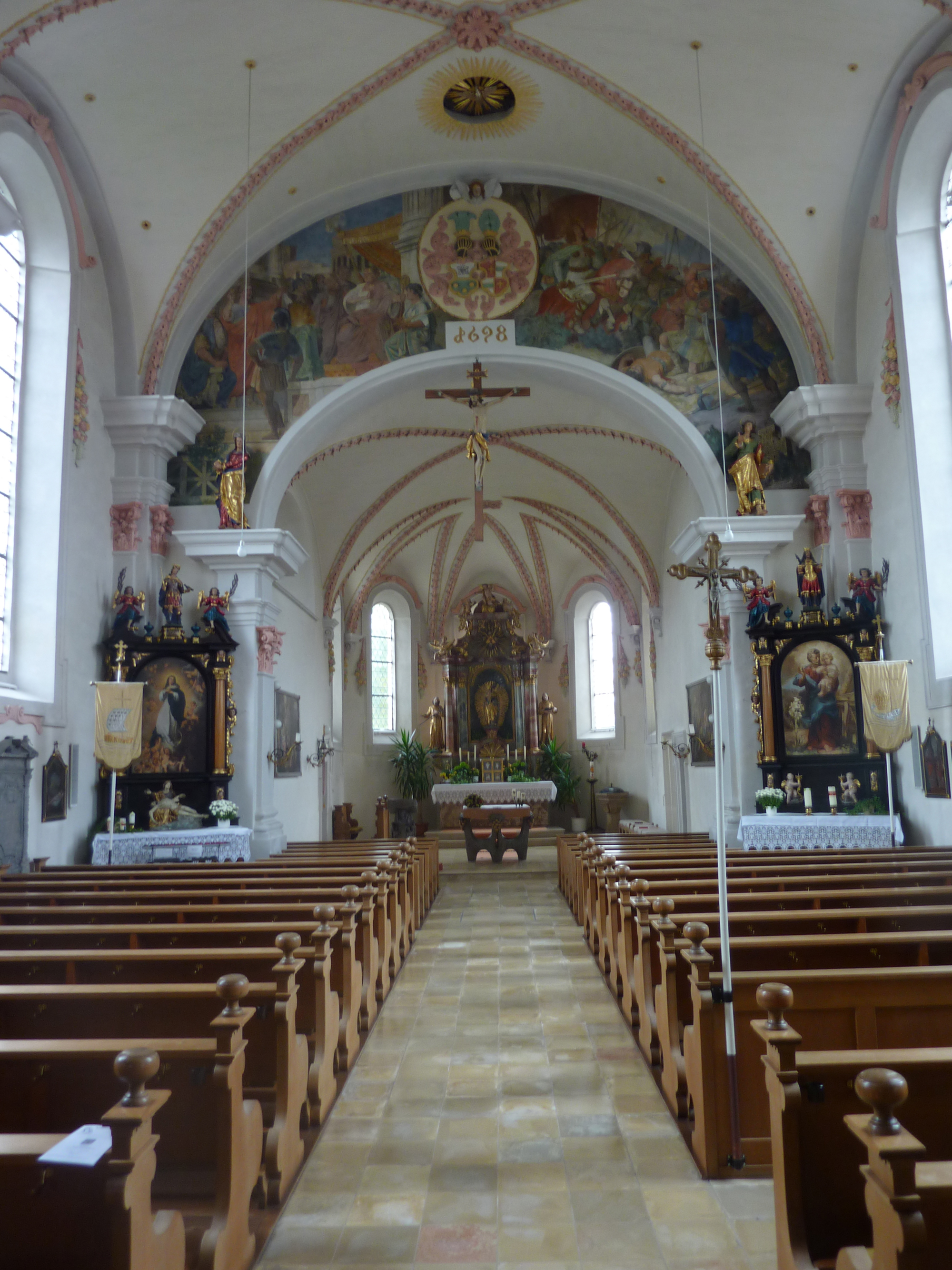
Innenraum

Die 1697 gebaute Wandpfeilerkirche besteht aus einem Langhaus, das mit Pilastern gegliedert ist, einem eingezogenen, dreiseitig geschlossenen spätgotischen Chor im Osten, einem in seinen unteren Geschossen spätgotischen Chorflankenturm an der Südwand und der Sakristei an der Nordwand des Chors. Das Portal befindet sich hinter einem von Säulen gestützten Anbau vor der Fassade im Westen. Der Chorflankenturm wurde mit zwei Geschossen aufgestockt und mit einem spitzen achtseitigen Helm bedeckt.
Der Innenraum ist mit einem Kreuzgratgewölbe überspannt. Die Kirchenausstattung aus dem 17. Jahrhundert wurde um 1850 geändert. Die Orgel wurde 1970 als Opus 884 von der Gebr. Späth Orgelbau errichtet.